# 13691 Akie
13691 Akie (1997 SL16) là một tiểu hành tinh vành đai chính được phát hiện ngày 30 tháng 9 năm 1997 bởi Atsuo Asami ở Hadano.